# さいとうしのぶ
さいとう しのぶ（1966年9月2日 - ）は、日本の絵本作家。大阪府堺市堺区出身。
嵯峨美術短期大学洋画科卒業。インテリアテキスタイルなどのデザイナーを経て、インターナショナルアカデミー絵本教室に学び、高畠純の指導を受ける。
1998年に『よーいよーいよい』（月刊絵本「おはなしチャイルド」280号、のち2009年に単行本刊行）でデビュー。本作は堺市内の風景を描いている。
絵本創作のかたわら、手づくり絵本を広める活動もしている。2001年刊行の『あっちゃんあがつく』（リーブル）は、学童保育所の指導員のアルバイトをしていたときに子どもが歌っていた歌から子どもたちと作った手づくり絵本が元になっている。元の歌は峯陽によるもので、現代の子どもになじみのある食べ物の名前に変更し、濁音や半濁音も加えている。
2008年、『子どもと楽しむ行事とあそびのえほん』(文・すとうあさえ　のら書店)で、産経児童出版文化賞ニッポン放送賞受賞。

## 主な作品
- 『よーい よーい よい』
- 『きしわだのだんじりまつり』（なかむらしょうこ 作　リーブル　1999年）
- 『あっちゃんあがつく たべものあいうえお』（みねようげんあん　リーブル　2001年）
- 『ぎゅうって』（ひさかたチャイルド　2001年）
- 『しりとりしましょ！　たべものあいうえお』（リーブル　2005年）
- 『十二支のかぞえうた』（佼成出版社　2005年）
- 『たこやきようちえん』（ポプラ社　2009年）
- 『まんまるおつきさん』（ねじめ正一 さく　偕成社　2009年）
- 『あぶくたった』（ひさかたチャイルド　2009年）
- 『べべべんべんとう』（教育画劇　2010年）
- 『おはなしだいどころ』（PHP研究所　2010年）
- 『てんとうむしのはじめてのレストラン』（アリス館　2011年）
- 『おべんとうばこのうた』（ひさかたチャイルド　2013年）
- 『まほうのでんしレンジ』（たかおかまりこ原案　ひかりのくに　2013年）
- 『おはなしきょうしつ』（PHP研究所　2014年）
- 『まほうのれいぞうこ』（たかおかまりこ作　ひかりのくに　2015年）
- 『ちょっと昭和な関西の味』（リーブル　2016年）
- 『おみせやさんでくださいな』（リーブル　2016年）
- 『いぬのおまわりさん』（佐藤義美詞　ひさかたチャイルド　2016年）
- 『ねこすけくんなんじにねたん？』（三池輝久監修　木田哲生・伊東桃代編著　「みんいく」地域づくり推進委員会　2018年）
- 『じかんだよー！』（白泉社　2018年）
- 『ひみつのてがみじゃ! -にんじゃかぞえうた-』（高木あきこ　うた　リーブル　2018年）
- 『おはなしどうぶつえん』（PHP研究所　2018年）
- 『おにのおにいさん』（ひさかたチャイルド　2018年）
- 『ゆげゆげ～』（教育画劇　2019年）
- 『おむすびころりん』（あすなろ書房　2019年）